# کلارا آبکار
کلارا آبکار (ارمنی: Կլարա Աբգար؛ زاده ۱۲۹۴ – درگذشته ۱۳۷۵)، مینیاتوریست و تذهیب‌کار ارمنی‌تبار اهل ایران بود. او نخستین زن مینیاتوریست ایرانی بود که در خانواده‌ای از ارمنی‌های اصفهان متولد شد. در هنرستان عالی هنرهای زیبا تحصیل کرد و در تابلوهای مینیاتورش مناظر اسب سواری، طبیعت بی‌جان، گل‌ها، آرامگاه خیام، عطار، شیخ احمد و همچنین برج‌های فیروز آبادی و علی‌آباد کاشان جایگاه ویژه‌ای داشت. او هیچگاه آثار خود را به معرض فروش نگذاشت.همچنین موزه ای از او به نام موزه آبکار در مجموعه کاخ سعداباد وجود دارد که در آن آثار این هنرمند به نمایش گذاشته شده است.

## زندگی و حرفه
«کلارا آبکار هوُانجانی» از خانوادهٔ نامی آبکاریان جلفای اصفهان بود. وی در سال ۱۹۱۵ میلادی (۱۲۹۴ خورشیدی) در تهران به دنیا آمد.
آبکار در مدرسهٔ ارامنهٔ «داوتیان» (که بعدها کوشش نامیده شد) به تحصیل پرداخت. در دوران مدرسه، نقاشی را نزد مارکار قرابگیان (دِو) و هاکوپ وارتانیان آموخت. در تهران نیز نزد استاد محمد مهروان طراح بزرگ تمبر ایران، نگارگری ایرانی و مینیاتور را فرا گرفت.

## آثار

مناظر اسب‌سواری، طبیعت بی‌جان، گل‌ها، آرامگاه خیام و عطار از سوژه‌های مورد علاقهٔ این هنرمند برای کشیدن تابلوی مینیاتوری بود. آبکار همچنین در به تصویر کشیدن مجالس بزم تبحر داشت.
از تابلوهای معروف او می‌توان به «انوشیروان و بزرگمهر»، «شکار بهرام»، «یوسف و زلیخا»، «پیرزن و سلطان سنجر»، «مجلس شیخ صنعان»، «دختر ترسا»، «بزم» و «باده عشق» اشاره کرد.
معروف‌ترین آثار آبکار عبارت اند از: انوشیروان و بزرگمهر، شکار بهرام، یوسف و زلیخا، پیرزن و سلطان سنجر و تاج پیمان (نگین‌کاری روی نقره). وی همچنین تابلوهای بسیاری در زمینهٔ تذهیب دارد که تذهیب هشت ضلعی او با طرح بته جقه بسیار معروف است.

## نمایشگاه‌ها
وی اولین نمایشگاه آثار خود را در سال ۱۹۸۸ (۱۳۶۷) در موزه هنرهای ملی برگزار کرد.

## بیماری و درگذشت

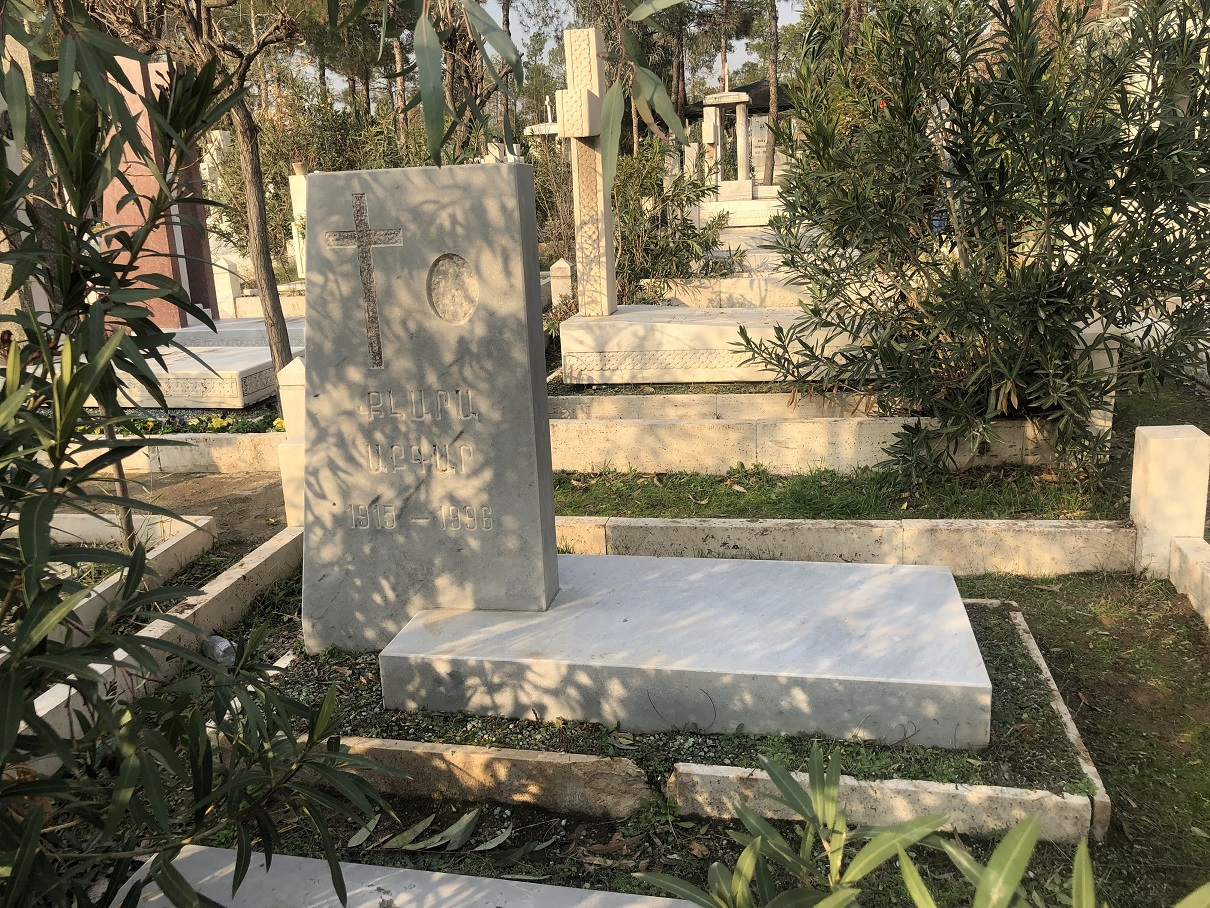
آرامگاه کلارا آبکار در گورستان بوارستان

آبکار در ۱۹۹۵ (آذرماه ۱۳۷۴) بیمار شد و در بیمارستان الوند، نزدیک به ۳ ماه بستری شد. او در بامداد ۲۰ مارس ۱۹۹۶ (اول فروردین ۱۳۷۵) در بیمارستان آریا درگذشت و در قبرستان ارامنه به خاک سپرده شد.

## افتخارات
کلارا آبکار در زمان حیات خویش از طرف وزارت فرهنگ و ارشاد اسلامی عنوان «استاد» را دریافت کرد.